# Jules Guillery
Jules Louis Guillery (Nijvel, 14 maart 1824 - Elsene, 7 februari 1902) was een Belgisch liberaal politicus en minister van Staat.
Guillery was doctor in de rechten en werd advocaat. In 1859 werd hij volksvertegenwoordiger voor het arrondissement Brussel tot in 1884 toen hij zijn zetel verloor na de zware nederlaag van de Liberale Partij. Op 28 oktober 1886 slaagde Guillery er terug in om zijn zetel te bemachtigen voor nog eens een termijn van twee jaar. Hij was voorzitter van de Kamer van volksvertegenwoordigers tussen 1878 en 1881.
Hij nam ontslag omdat zijn partijgenoten hem verweten te mild te zijn voor Woeste die hij volgens hen tot de orde moest roepen over een uitspraak namens het leger.
Jules Guillery, doctrinair liberaal, was medewerker van L'Observateur, een toenmalig Brussels liberaal dagblad. In 1865 lanceerde hij een wetsvoorstel om het aantal kiesgerechtigden uit te breiden door deels af te stappen van het cijnskiesrecht en te kiezen voor een capaciteitenstelsel.
Als advocaat en politicus gaf Guillery in 1888 zijn openlijke steun aan Marie Popelin in haar strijd om de eerste vrouwelijke advocaat aan de balie van Brussel te worden.
In 1891 werd Jules Guillery benoemd tot minister van Staat.